# 星観緑地
星観緑地（ほしみりょくち）は、北海道札幌市手稲区にある緑地（都市公園）である。札幌市で唯一の緩衝緑地である。

## 概要
札幌市街地の最西端に位置し、小樽市との境界の一部をなしている。園内には星置川とキライチ川が流れ、東側で合流する。
園内中央の花見広場には、ヤエザクラ・チシマザクラ・ソメイヨシノ・ヨウコウザクラ合計400本が植栽されているほか、南側には手稲山に向かって延びる120本のエゾヤマザクラの並木道（桜モール）がある。また、緑地のシンボル花はタチアオイで、夏の花広場では約1,000本のタチアオイが花を咲かせる。
緑地の西側には銭函工業団地（小樽市）が所在し、東側の手稲市街地と分離遮断する緩衝緑地の役割を果たしている。

積雪期は歩くスキーコースが整備される。

## 施設

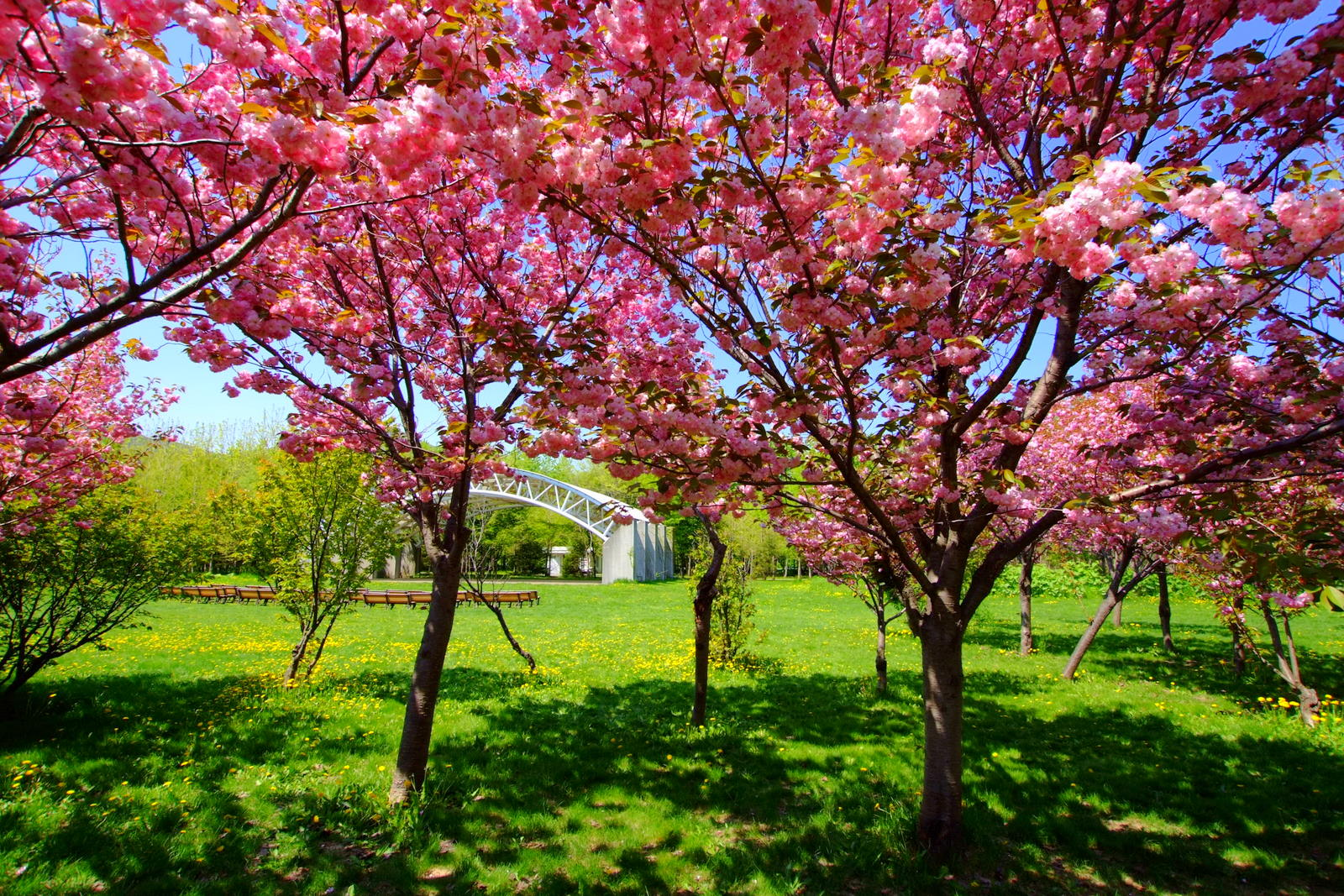
花見広場
桜モール（手稲山方向）

ほしみ花市
見晴山のふもとにあるビニールハウスの園芸店。夏期は5月上旬 - 7月上旬まで、秋期は9月に開催されている。営業時間は9:00 - 17:00。
パークゴルフ場
4月上旬 - 11月上旬まで開催されている。水曜日は芝生保護・整備のため休み。使用料は無料で、貸出は行っていない。
- ホール数 9H
- パー 33
- 距離 467m

自由広場
サッカーなどができるダスト舗装と芝生の広場。整備のため第2・第4木曜日が休み。使用料は無料で、貸出は行っていない。
見晴山
緑地を見渡せる小高い丘。
星流橋
星置川とキライチ川の合流点に架かるY字状態の橋。
- 花見広場
- 桜モール（手稲山方向）

## 公園内の花木
- サクラ
- ツツジ
- タチアオイ